# 夢想家青年隊
臺中市夢想家青年隊（英語：Taichung Dreamers Academy）是台中第一支青年隊，以臺中市作為球隊所在地。

## 歷史
2020年6月10日，在台中市政府舉辦「臺中市夢想家青年隊」成軍記者會。2020年6月19、20舉辦選訓賽，成立臺中市夢想家青年隊。
2020年暑假，參加廣盛盃拿下冠軍。同年也參加Absolute3x3聯盟及臺灣3x3籃球聯盟。

## 外部連結
- 官方网站
- 夢想家青年隊的Facebook專頁
- 夢想家青年隊的Instagram帳戶